# 바세코우 코우야테

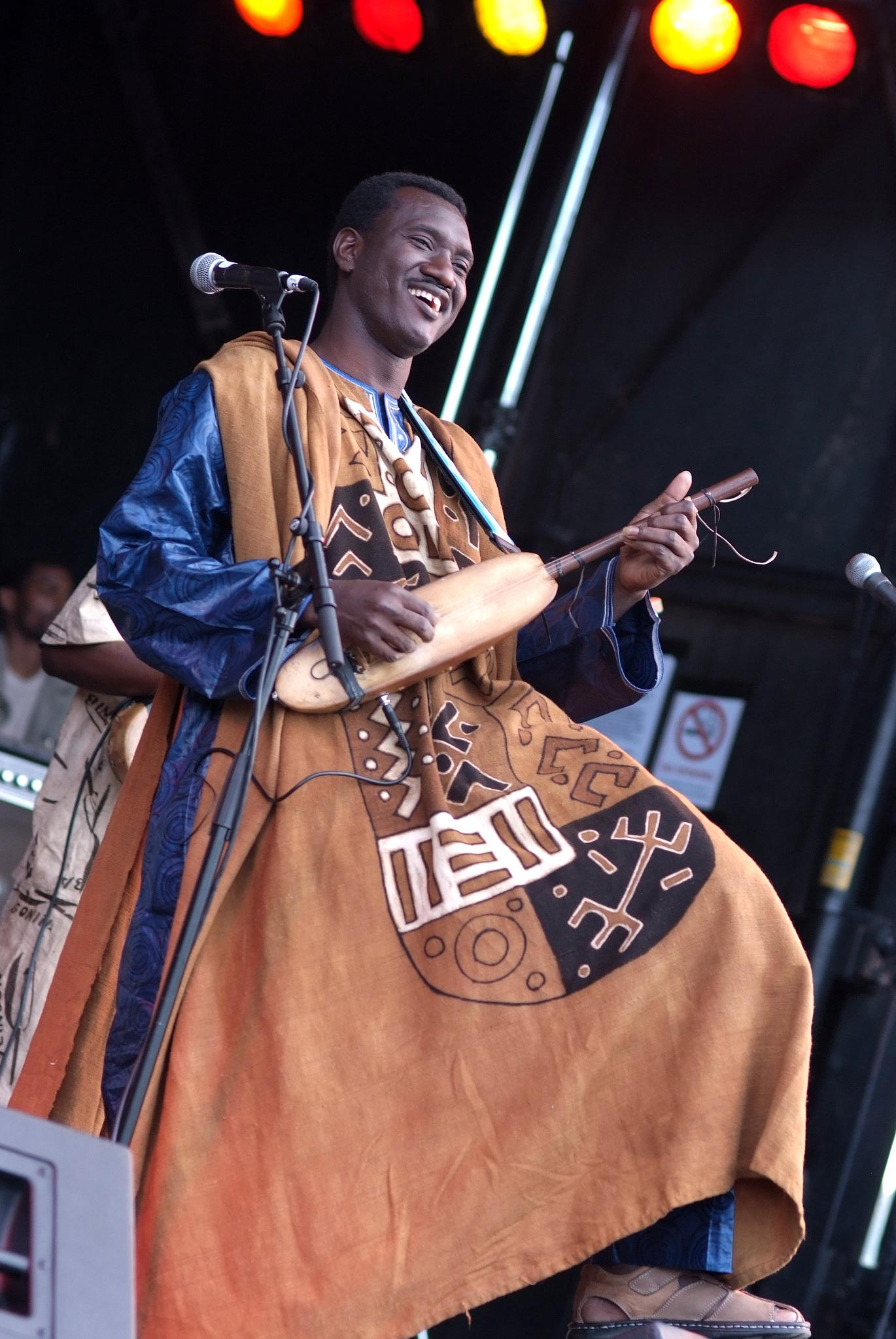
라이브를 하고 있는 코우야테의 모습

바세코우 코우야테(Bassekou Kouyaté, 1966년 ~ 현재)는 말리의 음악가이다. 밴드인 은고니 바(Ngoni ba)가 있다.
바세코우는 1966년 세구로부터 60km 떨어져 있는 가라나에서 태어났다. 12살에 나이에 은고니를 연주하기 시작하였다. 1980년대 말에는 말리의 수도인 바마코로 거처를 옮겼다.
코우야테의 데뷔 음반인 《Segu Blue》는 2007년 프로퍼 뮤직 디스트리뷰션의 배급 하에 아웃히어 레코드를 통해 세계적으로 발매되었다. 음반은 영국의 음악 민족학자인 루시 두란이 프로듀싱하였다. 코우야테는 투마니 디아바테의 곡에도 참여하였으며, 일부 유럽 국가에서 공연을 하였다. 2010년에는 미국의 밴조 연주자 벨라 플렉과 함께 투어를 하였다.
코우야테의 아내인 에이미 사코는 은고니 바에서 보컬로 활동하며 동시에 솔로로도 활동한다. 아버지인 무스타파 코우야테 또한 은고니 연주자였으며, 그의 어머니인 야가레 담바는 찬양 가수였다.

## 디스코그래피

### 정규 음반
- Bassekou Kouyaté & Ngoni Ba: Segu Blue (Outhere Records, 2007)
- Bassekou Kouyaté & Ngoni Ba: I Speak Fula (Outhere Records, 2009)
- Bassekou Kouyaté & Ngoni Ba: Jama Ko (Outhere Records, 2013)
- Bassekou Kouyaté & Ngoni Ba: Ba Power (Glitterbeat Records, 2015)
- Bassekou Kouyaté & Ngoni Ba: Miri (Outhere Records, 2019)

### 참여
- The Rough Guide To Desert Blues (World Music Network, 2010)

## 필모그래피
- 2008: Throw Down Your Heart, by Sascha Paladino: 자신
- 2013: The Africa Express, by Renaud Barret and Florent de La Tullaye: 자신
- 2016: Easy Man, by Jasper Cremers and Dennis de Groot: 자신
- 2016: Mali Blues, by Lutz Gregor: 자신

## 수상
- 2008년: BBC 라디오 3 월드 뮤직 어워즈 - 올해의 음반 & 올해의 아프리카 음악가 상